# Тракторний завод (станція метро, Харків)
«Тракторний завод» — 12-та станція Харківського метрополітену. Розташована на Холодногірсько-Заводській лінії між станціями «Імені О. С. Масельського» та «Індустріальна». Відкрита 11 серпня 1978 року.

## Конструкція
Односклепінна станція мілкого закладення з острівною платформою.

## Колійний розвиток
Станція без колійного розвитку.

## Вестибюлі і пересадки
Виходи зі станції ведуть до головної проходної ХТЗ, залізничної станції Лосєве, від якої вирушають поїзди чугуївського напрямку, а також до автобусної станції. Автобуси сполучають станцію метро із селищами ХТЗ, Фрунзе[який?], Східним, а також тут починаються декілька маршрутів приміських автобусів. Один вестибюль — колонного типу, інший — склепінчастого. Зручні підземні переходи дозволяють працівникам ХТЗ безпечно перетинати жваву автомагістраль Харків — Довжанський.

## Оздоблення
Склепіння набране з конусоподібних сегментів з кроком, рівним шести метрам, нагадує за характером промислове перекриття типу «шеди» (ребриста лита поверхня тракторних коліс). Каскадність стелі підкреслюють групи люмінесцентних світильників, розташованих дугами в складах перепаду склепіння. Завдяки цьому інтер'єр станційного залу сприймається з боку західного і східного вестибюлів по-різному. Мармурове облицювання колійних стін також виконана уступами з 6-метровим кроком, колір мармуру в межах кожного уступу плавно переходить від світло-рожевого до сірого. Виступи колійних стін прикрашені латунними геральдичними деталями, що символізують тему тракторного заводу. Підлога станційного залу з геометричним малюнком вистелена плитами з темного лабрадориту і світлого каменю.